# Fortezza del Giove
La Fortezza del Giove è un edificio militare del XV secolo ubicato nel comune di Rio all'isola d'Elba.
Il nome originario è Fortezza del Giogo (dal latino iugum), derivante dell'andamento orografico «a sella» dell'altura su cui sorge la fortificazione. Fu presumibilmente edificata nel 1459, per volere di Jacopo III Appiano, alfine di controllare il prospiciente canale di Piombino e l'entroterra minerario dell'Elba orientale. Al suo interno, in più occasioni, si difesero gli abitanti dei due vicini abitati di Grassera e Rio.
La fortificazione presentava un torrione o cassero quadrangolare con la parte sottostante il cordolo a scarpa, composto da tre livelli voltati e circondato da una cortina muraria merlata anch'essa a scarpa e protetta da un fossato secco. L'ingresso, posto nel fronte sud orientale (perfettamente conservato), era protetto da una torre con portone e, a battuta esterna, un ponte levatoio.
Sino al 1967, sul terreno immediatamente ad est della fortezza, era visibile uno stemma in marmo degli Appiano, di dimensioni pari a 2 x 1 metro e dello spessore di 30 centimetri, poi trafugato.
Tutta la struttura versa oggi in uno stato di profondo degrado e precarietà; crolli copiosi hanno completamente colmato il primo livello sul lato interno del cassero sono inoltre cosparsi ai piedi dell'intera struttura esterna.

## Testimonianze storiche
« [11 agosto 1553] in venerdì di notte si sentì tirare artiglieria che batteva il Giogo che Dragut havea messo in terra per pigliar quella fortezza dove s'erano ridutte molte anime e molta robba e non la pigliavano mai se il castellano non la dava e per tal via fu preso el Giogo con tutte l'anime e robbe; e per le XX teste che Dragut havea promesse al castellano et al compagno li dette 20 persone tra homini e donne; tutti erano vecchi decrepiti.»